# 4x4 (песня)
«4x4» — песня американского рэпера Трэвиса Скотта, вышедшая 24 января 2025 года на лейблах Cactus Jack Records и Epic Records. Он написал песню вместе с продюсерами Tay Keith и FnZ (дуэт Finatik и Zac), а также с Migos (Quavo, Offset и Takeoff) и Honorable C.N.O.T.E. за интерполяцию песни группы «Say Sum». Микширование и мастеринг выполнил Майк Дин, а Томми Раш оказал помощь в сведении.
«4x4» дебютировал на первом месте Billboard Hot 100, став 5-м чарттоппером Трэвиса Скотта.

## История
Впервые песня была полностью исполнена через динамики во время выступления Скотта в ночном клубе Joy Room в Мехико 22 сентября 2024 года. Песня была представлена 18 октября в эпизоде шоу WWE SmackDown, когда суперзвезда WWE рестлер Роман Рейнс заранее зачитал песню.
Впервые Скотт исполнил ее вживую во время финального шоу своего тура Circus Maximus в Иден Парке в Окленде (Новая Зеландия) 30 октября. Затем он исполнил сокращенную версию песни во время своего выступления на музыкальном фестивале Rolling Loud 14 декабря. 6 января 2025 года Скотт лично появился на шоу WWE Raw, где было раскрыто название песни и подтверждено, что она станет вступительной темой программы. Он исполнил песню на Национальном чемпионате по футболу College Football Playoff 2025 года в перерыве шоу 20 января. В тот же день он поделился ссылкой для предварительного сохранения песни и пополнил запасы нового товара на своем сайте, все вырученные средства от которого пойдут в поддержку людей, пострадавших от лесных пожаров в Калифорнии в 2025 году.

## Коммерческий успех
В чарте 8 февраля 2025 сингл «4x4» дебютировал на первом месте Billboard Hot 100, став 5-м чарттоппером Трэвиса Скотта после «Franchise» (одна неделя № 1 в октябре 2020), «The Scotts» (1, май 2020), «Highest in the Room» (1, октябрь 2019) и «Sicko Mode» (1, декабрь 2018). Все доходы от сингла на CD, среди других его пожертвований, пойдут в фонд помощи, пострадавшим от калифорнийских пожаров (Direct Relief’s California Wildfire Response Fund). Также он в 7-й раз возглавил чарты Hot R&B/Hip-Hop Songs и Hot Rap Songs. На следующей неделе он установил антирекорд, когда продемонстрировал самое большое падение с первого места, опустившись сразу до 57-го, обогнав песню «Like Crazy» южнокорейского певца Jimin (которая опустилась до 45-го места в апреле 2023 года).

## Чарты
| Чарт (2025)                           | Высшая позиция |
| ------------------------------------- | -------------- |
| Австралия (ARIA)                      | 53             |
| Австралия Hip Hop/R&B (ARIA)          | 8              |
| Австрия (Ö3 Austria Top 40)           | 12             |
| Канада (Billboard Canadian Hot 100)   | 24             |
| Чехия (Singles Digitál Top 100)       | 30             |
| Германия (GfK)                        | 20             |
| Ирландия (IRMA)                       | 47             |
| Италия (FIMI)                         | 54             |
| Латвия (LaIPA)                        | 7              |
| Литва (AGATA)                         | 40             |
| Нидерланды (Single Top 100)           | 65             |
| Новая Зеландия (Recorded Music NZ)    | 30             |
| Норвегия (VG-lista)                   | 35             |
| Польша (Polish Streaming Top 100)     | 15             |
| Швеция (Sverigetopplistan)            | 97             |
| Швейцария (Schweizer Hitparade)       | 10             |
| Великобритания (UK Singles Chart)     | 23             |
| Великобритания (UK R&B Chart)         | 5              |
| США (Billboard Hot 100)               | 1              |
| США (Billboard Hot R&B/Hip-Hop Songs) | 1              |
| США (Billboard Rhythmic)              | 18             |